# Домонтович Федір Даміанович
Домонтович Федір Даміанович (1752, Домонтове — 27 лютого 1819, Переяслав) — педагог, ректор Переяславської семінарії, протоієрей Переяславського Вознесенського собору. Вихованець Києво-Могилянської академії.

## Біографічні дані
Народився в сім'ї козака. Родове прізвище Різник змінив на Домонтович (від містечка Домонтів), очевидно, в Києво-Могилянській академії, де навчався (1762–1774).
Після закінчення КМА з 1774 працював у Переяславському колегіумі вчителем нижчого, потім вищого граматичних класів. У Переяславі взяв шлюб з донькою настоятеля Переяславської Троїцької церкви о. Олексія Прохоровича Анастасією. З 1779 — настоятель цієї церкви.
З 1786 Домонтович — учитель поетики й риторики Переяславської семінарії, створеної на базі колегіуму, член Переяславського духовного правління. З 1794 — проповідник, з 1796 — першоприсутній у Переяславському духовному правлінні та катехізатор.
5 листопада 1797 призначено протоієреєм Переяславського Вознесенського собору. У відомості вчителів Переяславсько-Полтавської семінарії за 1798 вказано, що Домонтович на той час мав 46 років. Префект Переяславської семінарії (1786–1802).
19 квітня 1802 архієпископ С.Лебединський (товариш по навчанню в КМА) призначив його ректором Переяславської семінарії (до 1808). До 1812 — кафедральний протоієрей. У цей період викладав у класі богослов'я догматику за системою І. Фальковського латинською мовою, яку знав настільки досконало, що здивував навіть римського прелата, з яким йому довелося подорожувати до Санкт-Петербурга. Володів також грецькою мовою, що в той час вважалося великою рідкістю.
Був самостійним, стійким, надзвичайно вимогливим, піддавав суворим покаранням як семінаристів, так і службовців. Вважався чудовим адміністратором. Відіграв неабияку роль у єпархіальному управлінні, особливо у становленні й розвитку семінарії.